# Dieter Rittscher
Dieter Rittscher (* 2. Juli 1945 in Groß Niendorf (Holstein)) ist ein deutscher Wirtschaftsmanager. Er leitete das auf den Rückbau stillgelegter Kernkraftwerke spezialisierte Unternehmen Energiewerke Nord (EWN) bis Ende 2010.

## Werdegang
Rittscher ist gelernter Elektriker und hat an der Physikalisch-Technischen Lehranstalt Wedel/Holstein und an der Ingenieurschule für Kerntechnik Kiel studiert. Von 1971 bis 1974 war er Strahlenschutzverantwortlicher von Transnuklear (Tochterunternehmen von Nukem). Von 1975 bis 1977 hat er sich bei der STEAG AG an der Entwicklung des CASTOR-Behälters beteiligt. Von 1978 bis 1994 war er maßgeblich am Aufbau der Gesellschaft für Nuklear-Service (GNS) beteiligt. Seit 1994 arbeitet er für die Energiewerke Nord (EWN). Als Vorsitzender der Geschäftsführung war er für den Rückbau die Kernkraftwerke Greifswald und Rheinsberg zuständig.
Von 2002 bis 2004 war er Mitglied des Beirates im Verein für Kernverfahrenstechnik und Analytik Rossendorf (VKTA), welcher die Forschungsreaktoren und kerntechnischen Anlagen des ehemaligen Zentralinstitut für Kernforschung (ZfK) der Akademie der Wissenschaften der DDR stilllegte. 2002 wurde er zum Vorsitzenden der Geschäftsführung des AVR Jülich benannt und ist für den Rückbau des Reaktors zuständig. 2005 wurde er zum Vorsitzenden der Geschäftsführung der Wiederaufarbeitungsanlage Karlsruhe ernannt. 2008 wurde er in die Entsorgungskommission (ESK) des Bundes berufen, welche das Bundesministerium für Umwelt, Naturschutz- und Reaktorsicherheit (BMU) in den Angelegenheiten der nuklearen Entsorgung berät. Mit Erreichen der Altersgrenze gab er Ende 2010 den EWN-Vorsitz ab, blieb aber technischer Geschäftsführer des AVR Jülich. 

## Verantwortlichkeit für die Schachtanlage Asse
Gesellschaften für die er gearbeitet hat, haben Atommüll in der Schachtanlage Asse einlagert.
Die SPD Niedersachsen hat Rittscher vorgeworfen, damit mitverantwortlich für die Einlagerungen im Atommülllager Asse zu sein. Petra Emmerich-Kopatsch hatte Rittscher als „Mitverursacher der Asse-Schande“ bezeichnet. Er soll „maßgeblich an den schlampigen Einlagerungen des atomaren Abfalls in die Schachtanlage Asse II bei Wolfenbüttel“ beteiligt gewesen sein. Die SPD Niedersachsen beklagt, dass das Netzwerk Rittschers ungewöhnlich sei und es Beachtung finden sollte, „dass eine einzelne Person Einfluss auf die gesamte Nuklearetechnik im öffentlichen Bereich“ habe.